# جهانگرد (فیلم ۲۰۰۱)
جهانگرد (به انگلیسی: World Traveler) فیلمی محصول سال ۲۰۰۱ و به کارگردانی بارت فرویندلیش است. در این فیلم بازیگرانی همچون بیلی کروداپ، جولیان مور، کلیاوانت درکیز، لیان بالابان، دیوید کیت، ماری مک‌کورمک، کارن آلن، جیمز لوگرو و فرانسی سوئیفت ایفای نقش کرده‌اند.